# Indio Juan
Indio Juan es el nombre artístico de Carlos René Pedro Álvarez (Lobos, 23 de octubre de 1934 - Madrid, 6 de noviembre de 2002), poeta, rapsoda, cantante, actor, locutor y periodista argentino que trabajó en el campo de la canción y de la poesía desde finales de 1957 hasta el año 2002.

## Síntesis biográfica
Nació en Lobos, Buenos Aires, el 23 de octubre de 1934, siendo trasladado por su madre junto a su hermano a Mercedes (provincia de Buenos Aires) en el año 1941 para ser internados en el instituto Saturnino E. Unzué de dicha ciudad. Cursó estudios de periodismo en la Escuela Superior de Periodismo y Humanidades de Buenos Aires. Tuvo tres hijas, Yamila Gabriela Álvarez, Altea Álvarez Etcheverri y Mercedes Álvarez Etcheverri.

## Primera etapa en Argentina
Se da a conocer en Buenos Aires en 1965 junto a artistas como Los Chalchaleros, Ramona Galarza y Los Fronterizos.
Su decantación poética y musical lo llevan al terreno de una temática testimonial y viva en una época en que las exigencias de compromiso estético y político eran muy acusadas.
En 1968 participa como representante juvenil por Argentina en el IX Festival Mundial de la Juventud y los Estudiantes celebrado en Sofía (Bulgaria).

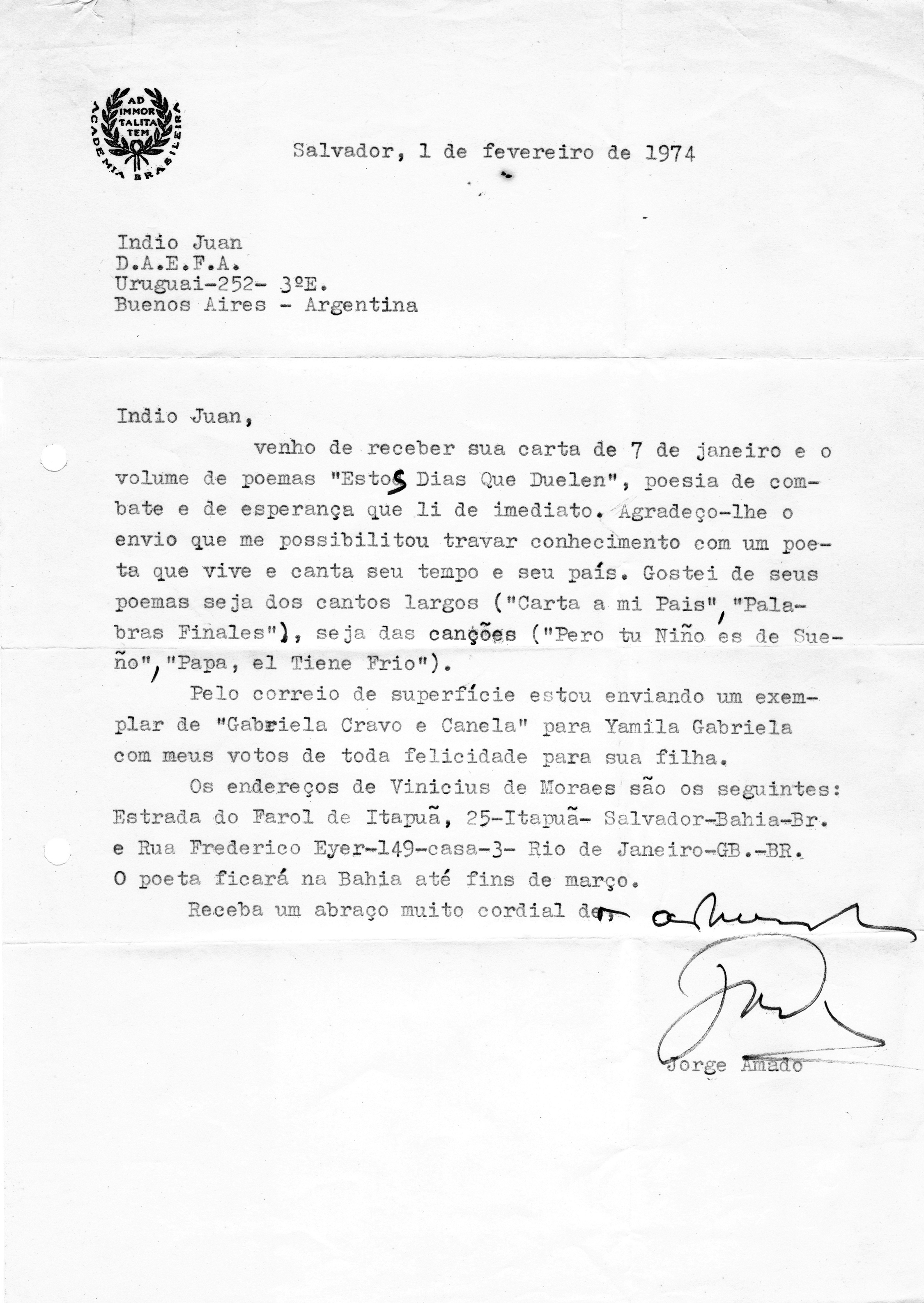
Carta de aliento del escritor brasileño Jorge Amado a Indio Juan sobre el libro Estos días que duelen. Salvador, 1 de febrero de 1974.

En 1970 participa en el Festival Nacional de Folklore de Cosquín y graba el poema Carta a mi país –de su libro Estos días que duelen– en un disco que con el título Encuentro con el país se edita en 1973 reuniendo a Indio Juan, Nacha Guevara, César Isella, Norma Peralta, Gian Franco Pagliaro, Quinteto Clave, Trío de 4, FOLK 4, Michelle Bonnefoux, Luis Román y conjunto Nueva Tierra, Rosa Rodríguez Gerling y Contracanto.
En 1971 actúa, junto a César Isella, Víctor Heredia, Los Andariegos, Inda Ledesma y Nacha Guevara, en el festival homenaje a Mercedes Sosa en el Teatro I.F.T. de Buenos Aires, lugar en el que Mercedes Sosa inició su andadura artística.
Sus poemas se han traducido en Portugal, Bulgaria, Ucrania, Turquía, Suecia y publicado en revistas españolas, argentinas y estadounidenses.
En 1971 y 1972, junto al grupo chileno Quilapayún, interviene en los relatos de la Cantata de Santa María de Iquique, en Buenos Aires. Esta experiencia se repite en España durante los años 1978 y 1979.
En 1972 se publica en Buenos Aires su libro Estos días que dueleny recibe palabras de aliento del escritor brasileño Jorge Amado.
En 1974, poco tiempo después del golpe militar en Chile, participa en el libro Homenaje a Víctor Jara, prologado por Joan Jara y editado por la Comisión de Homenaje a Víctor Jara en Buenos Aires, Argentina.

## Segunda etapa en España
Viaja a España en 1974 movido por la inquietud de profundizar en su labor poética y para la representación en este país de la obra Fulgor y muerte de Joaquín Murieta de Pablo Neruda; los compromisos adquiridos para la realización de esta obra, la mala situación de su país y su ya claro pronunciamiento en defensa de los derechos humanos y de la libertad, hacen que se quede en España. Residió en Madrid (capital y provincia), en Cataluña en San Andrés de Llavaneras (Barcelona) y en Toledo en Santa Cruz de la Zarza, lugar donde tuvo su última residencia.

### Fulgor y muerte de Joaquín Murieta
Indio Juan es conocido mayoritariamente por el público español debido a su trabajo en la obra Fulgor y muerte de Joaquín Murieta, de Pablo Neruda, junto a Olga Manzano y Manuel Picón, a quienes corresponde su creación y puesta en escena. El espectáculo se mantuvo en los escenarios españoles durante algo más de tres años (finales de 1974, 1975, 1976 y 1977) y alcanzó más de mil representaciones en setenta pueblos y ciudades. El director, realizador y guionista de TVE Luis Calvo Teixeira dirigió en 1977 el programa musical dramatizado de Fulgor y muerte de Joaquín Murieta que quedó finalista del XXX Premio Italia de Televisión.

### Los que habitamos el Sur
En 1977 graba y da a conocer su propio recital Los que habitamos el Sur, con música y arreglos de Manuel Picón y con la colaboración de instrumentistas del grupo creador de Fulgor y muerte de Joaquín Murieta. El recital se estrena en España y recorre diferentes lugares de su geografía: Zaragoza y Segovia en 1977; y en 1978 toda Cataluña, en forma de gira, con la compañía del guitarrista Omar Berruti. A lo largo de los años 1980 y 1982 se presenta en Suecia, de este último año destaca su actuación en el Södra Teatern junto al músico y compositor Ricardo Moyano.
Los que habitamos el Sur es el primer disco de la colección Nuestra palabra e inicia una serie de grabaciones dedicadas a la poesía –Indio Juan, Nicolás Guillén y Pablo Neruda–, la narrativa –Alejo Carpentier– y a acontecimientos como los discursos de Che Guevara, Fidel Castro y Salvador Allende.
En 1978 publica el libro de poesía Los que habitamos el sur.

### Cantata de Santa María de Iquique

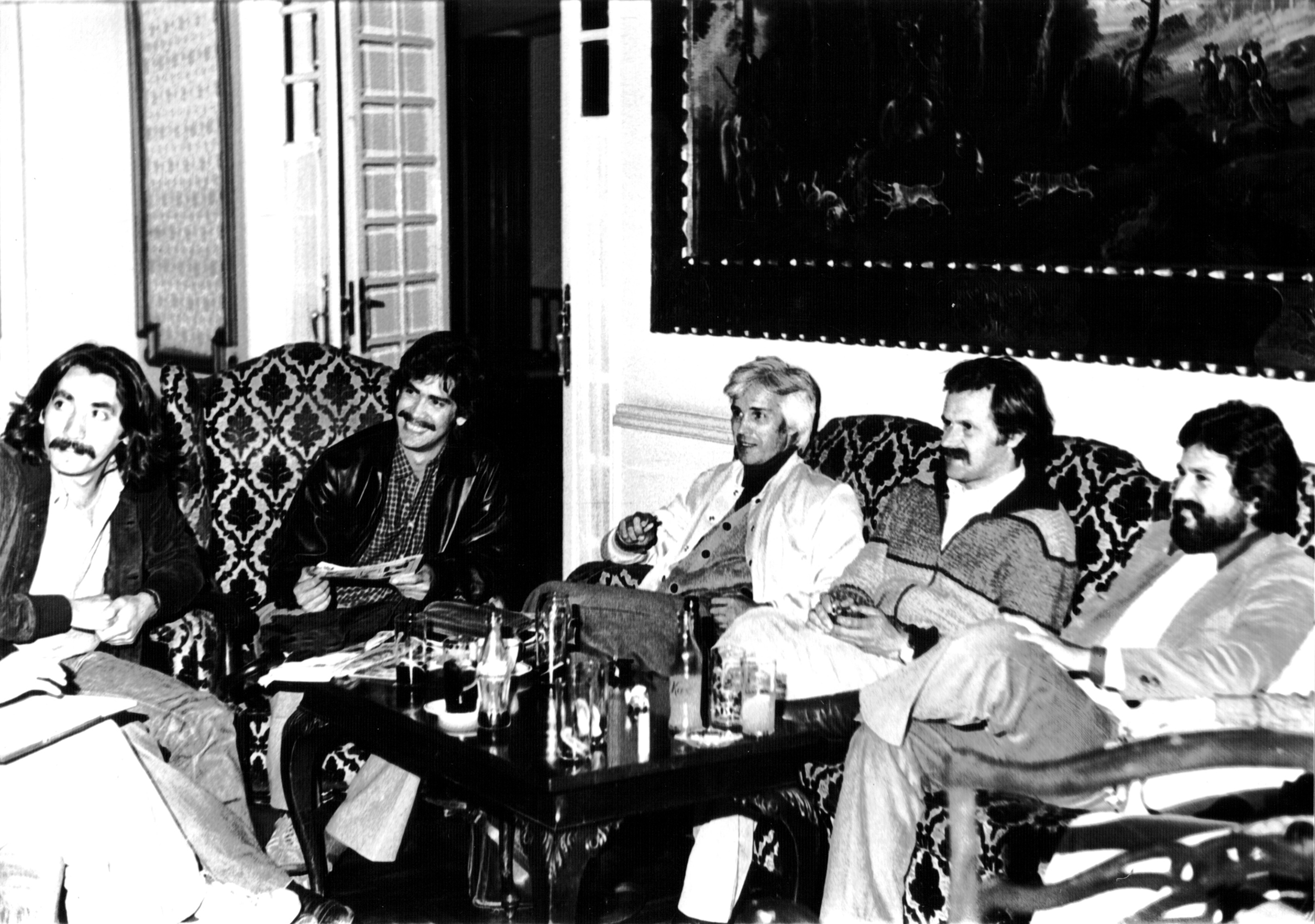
Indio Juan. Rueda de prensa junto a Quilapayún en Santander, 1979.

En 1974 protagoniza el relato de la Cantata en la sala Toldería de Madrid junto al grupo Huerque Mapu.
La representación de la Cantata de Santa María de Iquique  recorre numerosos lugares de España: Zaragoza, Bilbao, San Sebastián., Sevilla, Granada, Málaga, Valencia, Tarragona, Barcelona, Madrid, Santander y Córdoba.
Los días 23 y 24 de septiembre de 1978 participa junto a Alfredo Zitarrosa, Isabel y Ángel Parra, Víctor Manuel, Ana Belén, Inti-Illimani y Quilapayún en el ‘’Homenaje a Víctor Jara’’ celebrado en el Palacio de Deportes de la Comunidad de Madrid. La segunda parte del recital correspondió a una versión inédita de Quilapayún de la Cantata con Indio Juan como relator.
Los días 7 y 8 de octubre de 1978 la Cantata llena el Palau dels Esports de Barcelona.
El 21 de septiembre de 1979 Indio Juan y Quilapayún vuelven a llenar el Palacio de los Deportes de Montjuich, en el festival "Canto libre de América Latina" en el que participaron Carlos Mejía Godoy y los de Palacagüina, Amparo Ochoa, Los Olimareños e Isabel y Ángel Parra.
En varias ocasiones, desde 1983, actúa nuevamente como relator de la Cantata de Santa María de Iquique junto a la Coral Primavera per la Pau de Mataró.

### Canto libre
En 1979 filma para la televisión sueca la película Canto libre, junto a Atahualpa Yupanqui, Alfredo Zitarrosa, Pete Seeger, Silvio Rodríguez, Mercedes Sosa y Los Olimareños. Canto libre recibe el Premio La Habana 1980. En este mismo año se celebra en el Palacio de los Deportes de Barcelona el Festival de Canción Latinoamericana Canto Libre en el que participan Indio Juan, Silvio Rodríguez, Quilapayún, Carlos Mejía Godoy y los de Palacagüina, Isabel y Ángel Parra, Amparo Ochoa y Los Olimareños.

### Los libertadores
A lo largo de los años 1979 y 1980 realiza la parte narrada y de canto de Los libertadores, espectáculo musical basado en textos de Pablo Neruda dirigido y adaptado por Manuel Picón.

### Recitales Palabras, Cantos Humanos, Trazos, La Tienda del Herbolario y otros
Entre 1980 y 1985 se suceden los viajes a Suecia, Marruecos y Francia con los recitales Palabras y Cantos humanos.
En Villarrobledo, en 1979, junto al guitarrista "Juanca", presenta Poemas y canciones. En Madrid, en la Sala Olimpia, en 1980, el recital "Palabras". En este mismo año actúa en Huelva en el X Festival de Exaltación del Folklore Iberoamericano de La Rábida, junto a Isabel y Ángel Parra, Alter, Claudina y Alberto Gambino, Taburiente y Jarcha. En 1981 lleva al Centro Cultural de la Villa de Madrid los recitales "Cantos Humanos" y "Palabras". En Almería, en 1981, presenta "Cantos Humanos". En Burdeos, Francia, en 1981, junto a Isabel Lorenzo, el recital "Palabras". En Argamasilla de Alba, Ciudad Real, en 1983, junto a Ricardo Moyano, actúa en la Semana Hispanoamericana que contó también con la participación de Nicomedes Santa Cruz. En Jerez de la Frontera, en 1982, junto a Víctor y Diego y Luis Eduardo Aute, participa en los Conciertos en Vivo organizados por la F.M. Popular. En Córdoba, en 1983, junto a Ricardo Moyano, actúa en las Jornadas sobre Centroamérica en el Palacio de la Merced y en la misma ciudad, en 1984, participa en el Día de Solidaridad con América Latina y en diversos recitales organizados en la provincia. En 1985, con Ricardo Moyano, presenta el recital Trazos en diferentes lugares de Galicia.
En Marruecos acogen sus recitales –entre ellos La Tienda del Herbolario–, los Centros Culturales Españoles de Fez, Tánger, Rabat y Casablanca. En 1980 recita en Fez acompañado del grupo Huerque Mapu y de José María Alfaya. En 1981 actúa en Tánger, junto a Sebastián Fuenzalida, Lucio Navarro (componentes del grupo Huerque Mapu) e Isabel Lorenzo. En 1983 actúa en Fez y en Rabat con Ricardo Moyano, Isabel Lorenzo y José María Alfaya. En 1985 vuelve a Rabat, Fez y Casablanca con el espectáculo Chants et rythmes d’Espagne et d’Amérique Latine junto a Ricardo Moyano, Aníbal Aveiro y Pablo Novoa.

### Instante y olas
En 1983 se edita el disco Instante y olas, con música de Manuel Picón, Tacún Lazarte, Sebastián Fuenzalida y Jorge Cardoso. Un recorrido por textos propios y de Jorge Luis Borges, José Bergamín, Salvador Espriu, Francisco Umbral, Mahmud Darwish, Abd al-Wahhab Al-Bayati, Quevedo, Garcilaso, Edith Södergran, Jacques Prevert, Elmer Diktonius, Roque Dalton y Elsa Grave.

### Intervención en la radio y actividad periodística
En 1984 tiene la responsabilidad de la parte poética en el programa Tren de madrugada, en Radio 80, dirigido por Ana Lozano.
En 1985 fue director y guionista del programa Cuadernos de medianoche (después Cuadernos de sobremesa) transmitido por Radio Popular (Cadena Cope) en Toledo y patrocinado por la Junta de Castilla-La Mancha.
Dando un salto atrás en el tiempo cabe citar, dentro de su actividad periodística, su trabajo como corresponsal argentino en España de la Revista Folklore durante los años 1975 y 1976. Los artículos publicados ofrecían el panorama de las actuaciones en España de intérpretes argentinos como Jorge Cafrune, Alpataco, Mercedes Sosa, Eduardo Falú o Huerque Mapu. La misma revista publicó, de forma extraordinaria, su artículo "Mi encuentro con Antonio Machado", con motivo de la conmemoración del centésimo primer aniversario del nacimiento del poeta y del viaje de Indio Juan a Collioure en 1976.

### Premios Derechos Humanos
En 1987 Indio Juan recibe una mención especial por su labor en defensa de los derechos humanos otorgada por la Asociación Pro Derechos Humanos de España . En la mención se cita expresamente su constante actuación desinteresada en actos públicos en favor de los derechos humanos y la libertad de los pueblos oprimidos. Una de estas actuaciones fue en 1983, en el Palacio de los Deportes de Madrid, en el acto de entrega de los premios españoles de los Derechos Humanos, junto a Miguel Ríos, Luis Eduardo Aute, Rosa León, Víctor Manuel y Ana Belén, José Antonio Labordeta, Teddy Bautista y Massiel.

### Sobre la rueca del tiempo y Cuadernos de medianoche
En 1989 da a conocer un nuevo disco, Sobre la rueca del tiempo, con arreglos musicales de Jorge Cardoso. Así mismo, se publica su libro Cuadernos de medianoche:

[...] aquí están presentes las pinceladas estrictamente líricas junto a la greguería, la paradoja, el montaje novedoso de la frase hecha, la ocurrencia gnómica... y la estrofa libre que uno puede imaginarse acompañada con el rasgueo de guitarra de un juglar contemporáneo; recurso, este último, que destaca, de manera sobresaliente, en la segunda entrega poética de este libro, titulada Canto a los hombres de Sotabarca: especie de balada extensa en que se celebra la perduración en el placer de los encuentros amistosos, rindiendo homenaje y recuerdo permanente a todos aquellos... que solían frecuentar aquel lejano bar en el tiempo, llamado Sotabarca, ... centro de amistad y culto a lo humano. 
Jesús Tomé, Revista Mairena, Río Piedras (Puerto Rico), 1990.

### Antología de su poesía en Turquía y El romancero de Fray de Hytlodeo
En 1992 aparece en Ankara (Turquía) una antología de su poesía, Aci veren bu günler –Estos días que duelen– traducida al turco por Aynur Özcan, razón por la que visitó dicho país, para la presentación de su libro y, al mismo tiempo, dar recitales y charlas en Ankara, Estambul y Capadocia en colaboración con la poeta Mª Esperanza Párraga Granados.
En 1995 se edita en Madrid su libro El Romancero de Fray de Hytlodeo, parte I. Se presenta en la Sala Cuarta Pared en 1996 recibiendo una buena acogida de la crítica especializada: "Ingeniosísimo, crítico y certero, constituye una pieza tan sorprendente como gratificante" (Joaquín Vidal, crítico de El País en tarjeta personal fechada el 21 de febrero de 1996).
En 1996 realiza un segundo viaje a Turquía.

### Actividades desde 1996
Desde el año 1996 los recitales y charlas poéticas dentro del Programa de Apoyo al Libro y a las Letras del Ministerio de Cultura ocupan gran parte de su actividad junto a la dirección de la Tertulia Poética del Ateneo Cultural 1º de Mayo de Comisiones Obreras.
En 1997 y 1998 respectivamente aparecen dos trabajos musicales: Horizontes y Viento sur, canciones con letra de Indio Juan y música de Jorge Cardoso en la voz de Liliana Rodríguez.
En 1997 se publica en Cataluña el CD doble Nosotros somos parte de la tierra, de la coral Primavera per la pau, donde colabora junto a Lluís Llach y Esperanza Párraga.
Desde 1997 participa como columnista en el periódico Tribuna de Comisiones Obreras.
Desde 1999 colabora con las tertulias de RAIS (Red de Apoyo a la Inserción Social), con la revista También contamos de la misma entidad, y con los programas Verde y Folk de Radio Getafe, y El Candelero de Radio Vallekas.
Indio Juan ha sido jurado de los premios de relato y poesía del Ateneo Cultural 1º de Mayo de Comisiones Obreras (Madrid), y de Covibar en Rivas-Vaciamadrid.
En 2001 se edita su obra Las frases del metro, cuyos derechos son cedidos íntegramente por el autor a los trabajadores de Sintel acampados en el Campamento de la Esperanza en el Paseo de la Castellana en Madrid.
El 6 de mayo de 2001 se estrena en Ligsdorf, en la región de la Alsacia (Francia), dentro del Festival Internacional de Guitarra de Alsacia el Concierto del vino para voz, guitarra y orquesta de cuerdas, con música de Jorge Cardoso, letra de Indio Juan y en la voz de Liliana Rodríguez. En septiembre de 2002 comienza en Buenos Aires su grabación con la colaboración de Les Solistes de Buenos Aires y es editado en Gérardmer en el año 2004. Así mismo, se realiza una representación del concierto en el Foment de Mataró con la Orquesta de Cámara del Maresme el 7 de mayo de 2006.

### Es de agradecer

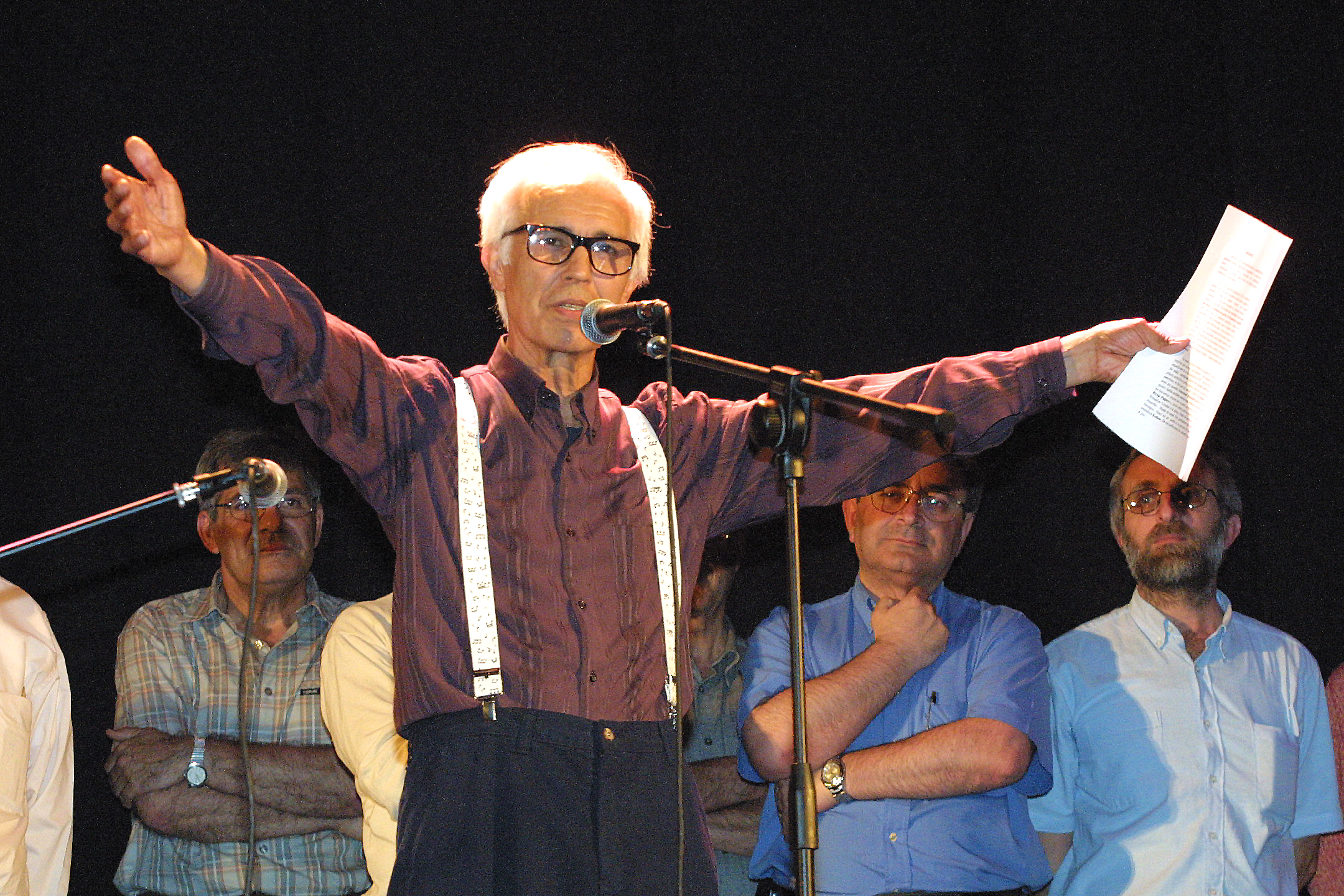
Despedida de Indio Juan en el Homenaje "Es de agradecer" en CCOO Madrid. Mayo de 2002.

Indio Juan ha realizado individualmente o participado en un gran número de recitales poéticos y actos solidarios durante los veintisiete años de actividad artística realizada desde España. Queda en la memoria de cuantos han escuchado y oído sus palabras el completar la historia. Por esa memoria, por lo sembrado, en marzo del año 2002, en la presentación de la segunda edición del libro Las frases del metro, recibe un sentido homenaje en Rivas-Vaciamadrid junto a la gente de Covibar y Sintel. En mayo del mismo año, Comisiones Obreras organiza en Madrid el homenaje Es de agradecer, en él recibe el cariño y el apoyo de más de mil personas que asisten en directo al mismo e innumerables comunicaciones por distintos medios con las que los organizadores del acto realizan una cuidada recopilación a modo de libro original con ilustraciones de Marina Díez Gutiérrez.
Participaron, con su canto: Olga Manzano, Luis Pastor, Elisa Serna, Quintín Cabrera, Pepín Tre, Imanol, José Antonio Labordeta, Pablo Guerrero, Eva Goñi y Andrés Molina, Juan Sosa, Rubén Buren, Tacún Lazarte, Isabel Lorenzo, Matías Ávalos y Luis Felipe Barrio, José Mª Alfaya y el Taller de Reinsertables, la coral Primavera per la Pau de Mataró, y la Banda Sinfónica "Ateneo Cultural 1º de Mayo"; y con su poesía: Esperanza Alonso, Claudia Gravy, Carlos Álvarez, Antonio Hernández, Manuel Rico, Manuel López Azorín, Paca Aguirre, Poni Micharvegas, Manuela Temporelli, Matías Muñoz y Gerardo Mercado.

Indio Juan, te homenajeamos

y por eso nos reunimos

porque a tu lado aprendimos

que el canto no tiene amos.

Solidario hasta el ¡vamos!

siempre tu acento fraterno

entre combativo y tierno

estuvo del mismo lado:

del que lucha y ha luchado,

porfiado, contra el invierno.
Quintín Cabrera

En el homenaje Es de agradecer se le hace entrega de la edición de su último poemario, El romancero de Fray de Hytlodeo de Tribuna de la Administración Pública. Indio Juan hace el discurso titulado "Orígenes" en el que habla de su viaje a Argentina en el año 1999 y de la visita realizada junto a su hija Yamila al instituto de Mercedes (Buenos Aires), donde estuvo internado en su infancia; ese viaje le permitió un emotivo reencuentro con sus hijas, Mercedes y Altea, y demás familiares, parientes y amigos.

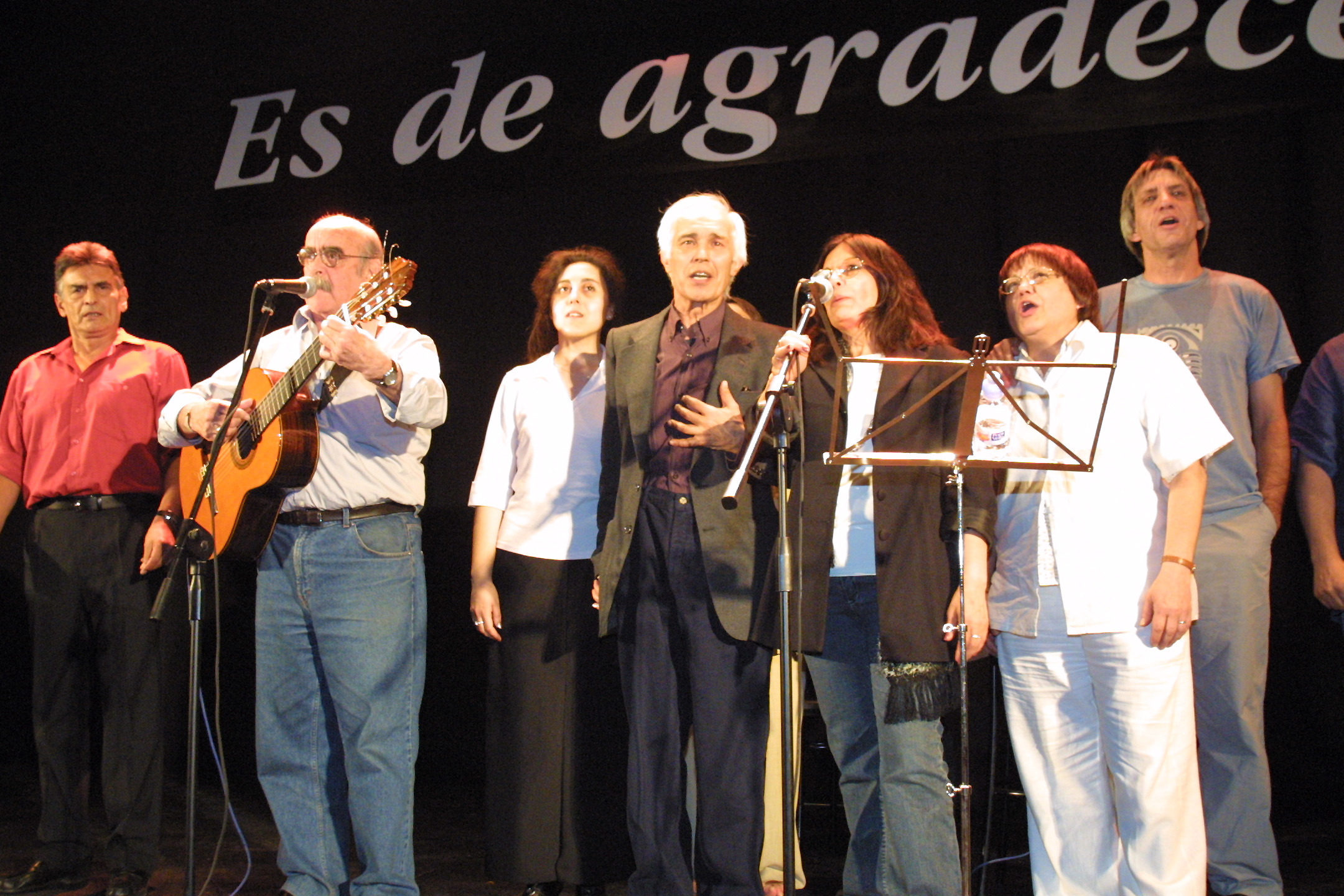
Homenaje a Indio Juan "Es de agradecer" en CCOO Madrid. Mayo de 2002.

### Fallecimiento, condolencias, actos en su recuerdo
En enero de 2002 se le diagnostica un cáncer siendo tratado en el Hospital San Francisco de Asís en Madrid. Durante este periodo permanece en Coslada junto a su compañera Esperanza Párraga y recibe muestras de cariño por parte de familiares y amigos: visitas – entre ellas la de sus hijas y de su hermano Mario–, llamadas y correos electrónicos, cartas, dibujos y un emotivo telegrama de los trabajadores de Sintel: "De los 1. 750 trabajadores de Sintel para nuestro amigo Indio Juan, ánimo compañero, hasta la victoria siempre". Finalmente, fallece en Madrid el 6 de noviembre de 2002 y es incinerado en el Cementerio de la Almudena de dicha ciudad.
Se reciben numerosas comunicaciones de condolencias, entre otras, de la Comisión Ejecutiva Estatal de CC.OO., de la Federación de Pensionistas y Jubilados, de Isabel Allende en nombre de los compañeros de la Misión de Cuba en España, de Felipe Alcaraz y Fernando Marín en nombre del Grupo Parlamentario de Izquierda Unida y de Ana Pérez, presidenta de la Asociación de Amigos de las Brigadas Internacionales.
El 7 de diciembre de 2002 se realiza un sentido acto de despedida en la Playa de Montgat (Mataró) con amigos de la Coral Primavera per la Pau y demás amigos reunidos para la ocasión. Es un acto con poemas y canciones, entre ellas, el solo de Genís Mayola Serrat cantando la Plegaria a un labrador de Víctor Jara, un hermoso y coherente broche final.
En octubre de 2003 aparece la grabación del CD dedicado a Indio Juan Cantata Popular Santa María de Iquique, de la Coral Primavera Per la Pau, con los recitados hechos por él mismo que se grabaron en 1988.
Se realizan, además, los siguientes actos en su recuerdo: en Acta de Sesión Ordinaria de 18 de noviembre de 2002 celebrado por la Junta Municipal del Distrito de Fuencarral-El Pardo del Ayuntamiento de Madrid se recoge en ruegos y preguntas formulados por el Grupo Municipal de Izquierda Unida el Homenaje a Indio Juan; Vivencias con Indio Juan en el Club de Amigos de la Unesco de Madrid (CAUM) (26/11/03) y en el Centro Cultural La Piluca en el Barrio del Pilar en Madrid (23/01/04); Salón de Actos del Colegio Luz Casanova (31/1/04) organizado por el Área de educación, exclusión y menores del Movimiento contra la Globalización, la Europa del capital y la guerra; Tertulia Arco Poético en la Biblioteca Pública Retiro (12/2/2004) y Festival fin de curso Homenaje a Indio Juan, curso escolar 2003-2004, nivel 6º B del colegio público de Santa Cruz de la Zarza (Toledo).

Cuando algo se nos muere, algo dentro de uno comienza

a vivir. Cuando algo se aleja, al mismo tiempo,

se nos acerca y vive a nuestro lado, como la lluvia,

única forma de que el cielo tome contacto con la tierra.
Indio Juan. Fragmento de Epílogo póstumo,
de su libro inédito Estas palabras cursis que te escribo... (Son palabras de amor a Sor Constanza). 

## Cine y TV
- 1977: Fulgor y muerte de Joaquín Murieta, TVE. Drama de Pablo Neruda. Guion y dirección: Luis Calvo Teixeira. Música original: Manuel Picón.

- 1979: Canto libre. Documental de Claudio Sapiain, Premio La Habana 1980. Recoge la actuación de Indio Juan el 21 de septiembre de 1979 en Barcelona recitando el poema América Latina de Nicomedes Santa Cruz.

- 1984: El amargo pan del exilio, Vivir cada día, TV3.[59]

- 1991: Cruzando el charco, España en Solfa, TVE2.[60]

## Publicaciones

### Individuales
- 1971: Estos días que duelen. Dibujos: Graciela Etcheverry. Poemas: Indio Juan. Buenos Aires.

- 1979: Los que habitamos el Sur. Mare Nostrum Colección de Poesía. Helios Editorial, S. L. Madrid. ISBN 84-7331-048-9

- 1989: Cuadernos de medianoche. Incluye: Canto a los hombres de Sotabarca. Cubierta: Ricard Jordà. Endymion. Madrid. ISBN 84-7731-031-9

- 1992: Aci veren bu günler. (Estos días que duelen, antología poética traducida al turco por Aynur Özcan). Editorial Armoni. ISBN 975-361-018-1

- 1995: El romancero de Fray de Hytlodeo. Parte I. Libertarias Prodhufi, S.A. Madrid. ISBN 84-7954-280-2

- 2001: Las frases del metro. Prólogo: El Gran Wyoming. Epílogo: Adolfo Jiménez Blázquez. Ediciones GPS-Madrid, S.L. ISBN 84-9721-013-1

- 2002: El romancero de Fray de Hytlodeo de Tribuna de la Administración Pública. Comisiones Obreras, Federación Sindical de Administraciones Públicas. Madrid. ISBN 84-89906-14-9

### Colectivas
- 1974: Homenaje a Víctor Jara. Comisión de Homenaje a Víctor Jara. Buenos Aires.

- 1994: Luís Seoane. 'O home e 'o artista. . Concello de Ferrol, La Coruña.

### Obra inédita
- Estas palabras cursis que te escribo... (Son palabras de amor a Sor Constanza).
- Indio Juan interpreta a Jayyam.
- Afluentes.

## Discografía
- 1973: Encuentro con el país. Grabación colectiva producida por Discos Qualiton (SCM-1032) para el Encuentro Nacional de los Argentinos (ENA).

- 1977: Los que habitamos el Sur. Colección La Palabra, vol. 1. Movieplay, Serie GONG (110323/1), Madrid.

- 1979: Los libertadores. Compañía GEMI: Paloma Pérez del Real, Isabel Lorenzo, Lucio Navarro, Indio Juan, Tacún Lazarte, Jesús Páez, Sebastián Fuenzalida y Manuel Picón. Movieplay (17. 1496/6), Madrid.

- 1983: Instante y olas. Dial Discos (54. 9164), Madrid.

- 1984: Voy a nombrarte / Canto a Silvia. Dial Discos (53. 0053), Madrid.

- 1989: Sobre la rueca del tiempo. Tecnosaga (SPD 10018), Madrid.

- 1997: Horizontes. Disco grabado por Liliana Rodríguez (voz) y Jorge Cardoso (música) con letra de Indio Juan. Plectrum (PLCD-014).

- 1997: Nosaltres som part de la terra. Indio Juan y Coral Primavera per la pau. La Col Records, Mataró, Barcelona.

- 1998: Viento Sur. Disco grabado por Liliana Rodríguez (voz) y Jorge Cardoso (música) con letra de Indio Juan. Plectrum (PLCD-013)

- 2003: Cantata popular Santa María de Iquique. Indio Juan y Coral Primavera per la pau. CK Music (CK-30058-CD), Barcelona.

- 2004: Suite indiana / Concierto del vino. Jorge Cardoso, Liliana Rodríguez, Juan Falú y Solistes de Buenos Aires sobre poemas de Indio Juan. Altaïs Music (AM 0402), Gérardmer.

- 2007: Reina de la noche. Canciones de Argentina y Brasil. Liliana Rodríguez y Raphaëlla Smits (canto), Jorge Cardoso (guitarra), Sergio Assad, Jorge Cardoso y Ariel Ramírez (interpretación). Poemas de Indio Juan, Hugo Herrera, Rosita Rover, Antonio Portanet y Angenor de Oliveira (Cartola). ACCENT (ACC 24178), Alemania.

- 2008: Para vencer el olvido. Factoría autor, colección El canto emigrado de América Latina (SA 01532), Madrid.